# My Little Pony: Equestria Girls
Cet article concerne la franchise médiatique et marque de poupées. Pour le premier film de la franchise, voir My Little Pony: Equestria Girls (film).
 (mai 2021).
- Si vous ne connaissez pas le sujet, laissez ce bandeau (vous pouvez alors contacter les auteurs).
- Si vous supprimez le contenu mis en cause (vous pouvez préalablement contacter les auteurs),

argumentez précisément cette suppression dans la page de discussion
(un manque de référence n'est pas un argument ; une recherche réelle de référence doit avoir été effectuée, être formellement documentée).
 (juin 2021).
Si vous disposez d'ouvrages ou d'articles de référence ou si vous connaissez des sites web de qualité traitant du thème abordé ici, merci de compléter l'article en donnant les références utiles à sa vérifiabilité et en les liant à la section « Notes et références ».
My Little Pony: Equestria Girls est une franchise médiatique américano-canadien et marque de poupées mannequins lancé en 2013 par le groupe Hasbro comme spin-off de la série de télévision d'animation My Little Pony : Les amies, c'est magique. Equestria Girls ré-imagine les personnages poneys de ce dernier en tant qu'adolescentes humaines au lycée dans un monde parallèle.
En plus des jouets, Hasbro Studios produit plusieurs médias animés associés, dont quatre films, huit specials de télévision (3 de 22 minutes, 5 de 44 minutes), une web-série ainsi que plusieurs autres séries de courts-métrages.

## Développement
Avant le lancement de la franchise, Hasbro avait utilisé le nom Equestria Girls dans un clip promotionnel pour My Little Pony : Les amies, c'est magique sorti en 2011 où Pinkie Pie interprétait une chanson du nom d'Equestria Girls qui parodiait California Gurls de Katy Perry. Le clip promotionnel n'a aucune relation avec la franchise.
Bien que la série parente My Little Pony : Les amies, c'est magique soit destinée aux enfants, elle attire également un fandom inattendu consistant principalement des hommes adultes, appelé les bronies. Le fandom a exprimé un intérêt à voir les personnages poneys de cette dernière dans des formes humanisées, et Hasbro a lancé la franchise Equestria Girls en réponse.
La franchise a été lancée dans le cadre du 30e anniversaire de My Little Pony.
Dans les commentaires audio du second film, la scénariste Meghan McCarthy dit que Equestria Girls n'était pas initialement prévu d'être une série continuante, et qu'elle ne savait pas qu'une suite serait produite après le premier film.

## Synopsis
Equestria Girls a lieu dans un monde alternatif d'Equestria, le cadre principal de My Little Pony : Les amies, c'est magique, habité par les humains,. La franchise imagine les personnages poneys de ce dernier en forme d'adolescentes humaines qui sont élèves d'un lycée,.

## Personnages

### Personnages principaux
Les personnages principaux de la franchise sont appelés les Equestria Girls dans les marchandises. Commençant par Rainbow Rocks, elles sont également membres d'un groupe de rock appelé les Booms-en-ciel ("Rainbooms" en anglais, terme qui est parfois conservé en français). Commençant avec Legend of Everfree, elles reçoivent des pouvoirs magiques en trouvant des géodes.
- Twilight Sparkle – Il existe deux incarnations de Twilight Sparkle dans les médias Equestria Girls :
  - Princesse Twilight Sparkle, le même personnage alicorne de My Little Pony : Les amies, c'est magique, transformée en adolescente humaine en voyageant d'Equestria au monde des humains. Elle est un personnage principal dans les deux premiers films. Dans Rainbow Rocks, elle devient temporairement la chanteuse dans les Booms-en-ciel.
  - Twilight Sparkle : elle s'avère être la Twilight Sparkle du monde des humains, étant tout aussi studieuse que son homologue. Apparaissant pour la première fois à la fin du film Rainbow Rocks, Twilight est mise en avant dans le film Friendship Games comme élève du lycée de Cristal, mais devient une élève au lycée de Canterlot à la fin du film ainsi que l'un des personnages principaux dans les médias subséquents. Elle est une choriste dans les Booms-en-ciel et a les pouvoirs de télékinésie.
- Spike : comme avec Twilight Sparkle, il existe également deux incarnations de Spike dans les médias Equestria Girls :
  - Spike le dragon transforme en chien parlant lorsqu'il voyage au monde des humains avec la Princesse Twilight et apparaît comme un personnage principal dans les deux premiers films, se faisant passer pour un chien ordinaire.
  - Son homologue de l'univers parallèle fait son début dans Friendship Games comme le chien ordinaire de l'homologue humain de Twilight Sparkle qui est exposé à la magie d'Equestria et obtient la capacité de parler.
- Applejack : une élève industrieuse du lycée de Canterlot qui travaille sur la ferme de sa famille. Elle joue de la basse dans les Booms-en-ciel, et a la force surhumaine.
- Rainbow Dash : une élève sportive du lycée de Canterlot qui est capitaine de plusieurs équipes sportives au lycée. Elle est la fondatrice, auteure-compositrice, guitariste et chanteuse des Booms-en-ciel et a la vitesse surhumaine.
- Pinkie Pie : une élève excentrique du lycée de Canterlot. Elle joue de la batterie dans les Booms-en-ciel, et a le pouvoir de donner une qualité explosive aux petits objets.
- Rarity : une élève du lycée de Canterlot qui est admiratrice de mode et qui aime fabriquer des vêtements. Elle joue du keytar dans les Booms-en-ciel et peut créer des champs de force.
- Fluttershy :Une élève timide du lycée de Canterlot qui est bénévole au refuge animalier de Canterlot. Elle joue du tambourin avec les Booms-en-ciel, et a le pouvoir de parler aux animaux.
- Sunset Shimmer : une élève du lycée de Canterlot qui joue de la guitare rythmique dans les Booms-en-ciel et a des pouvoirs de lire les pensées des autres à travers la touche physique. Licorne provenant d'Equestria et ancienne élève de la Princesse Celestia qui s'est fâchée avec son professeur et s'est enfuie au monde des humains, elle est l'antagoniste principale du premier film. À la fin du premier film, elle est vaincue et réformée par la Princesse Twilight et ses amies humaines. Par la suite, elle est l'un des personnages principaux de la franchise.

### Homologues des personnages dansLes amies, c'est magique

#### Personnel du lycée de Canterlot
- Proviseure Celestia (Principal Celestia en version originale) : la directrice du lycée de Canterlot et l'homologue de la Princesse Celestia.
- Proviseure adjointe Luna (Vice Principal Luna en version originale) : l'assistante-directrice du lycée de Canterlot et l'homologue de la Princesse Luna.
- Cheerilee : une professeure et bibliothécaire au lycée.
- M. Grincheux l'âne têtu (Mr. Cranky Doodle  en version originale) : un professeur grognon au lycée ainsi qu'un instructeur de test de permis de conduire  et l'homologue de Grincheux l'âne têtu.
- Granny Smith : la grande-mère d'Applejack et une ouvrière de la cafétéria du lycée.

#### Élèves du lycée de Canterlot
- Apple Bloom, Sweetie Belle et Scootaloo : trois amies qui constituent un club nommé les Chercheuses de talent (Cutie Mark Crusaders en version originale). Apple Bloom est la sœur cadette d'Applejack et Sweetie Belle est la sœur cadette de Rarity.
- Big McIntosh : le frère ainé laconique d'Applejack et Apple Boom.
- Trixie : une magicienne vantarde.
- Photo Finish : une photographe prétentieuse souvent accompagnée par deux autres filles, Pixel Pizzaz et Violet Blurr comme assistantes.
- Snips et Snails : deux élèves espiègles qui ont été les assistants de Sunset Shimmer dans le premier film.
- DJ Pon-3 : une disc jockey muette qui a aidé les Booms-en-ciels à vaincre les Dazzlings dans le deuxième film.
- Maud Pie : la sœur ainée monotone de Pinkie Pie.

### Personnages exclusifs à l'universEquestria Girls
- Si vous ne connaissez pas le sujet, laissez ce bandeau (vous pouvez alors contacter les auteurs).
- Si vous supprimez le contenu mis en cause (vous pouvez préalablement contacter les auteurs),

argumentez précisément cette suppression dans la page de discussion
(un manque de référence n'est pas un argument ; une recherche réelle de référence doit avoir été effectuée, être formellement documentée).
- Flash Sentry : un élève du lycée de Canterlot qui joue de la guitare et qui développe le béguin sur la princesse Twilight. Son homologue d'Equestria est un pégase qui apparait dans le film Equestria Girls en tant que garde royal de l’Empire de Cristal et fait aussi des caméos dans Les amies, c'est magique.
- Les Dazzlings : un groupe musical de filles qui se compose d'Adagio Dazzle, la meneuse, Aria Blaze, l'impertinente et Sonata Dusk, la simplette. Principales antagonistes du film Rainbow Rocks, elles utilisent leur chant surnaturel pour semer la zizanie dans le lycée de Canterlot et se nourrir de l'énergie négative ainsi créée. Le trio est formé de sirènes originaires d'Equestria, jadis bannies dans le monde des humains grâce à Tourbillon Étoile le Barbu.
- Principale Cinch : elle est la proviseure sévère et amère du lycée de Cristal dans le film Friendship Games, et est déterminée pour que son lycée continue de remporter les Jeux de l'Amitié contre le lycée de Canterlot. Elle pousse l'homologue de Twilight à libérer la magie que celle-ci a involontairement absorbée dans son pendentif. En voyant son plan échouer, elle renonce alors au prix des Jeux.
- Les Shadowbolts : une équipe d'élèves du lycée de Cristal participant aux Jeux de l'Amitié et les adversaires des Wondercolts dans le film Friendship Games. L'équipe est compris de Sugarcoat, Sour Sweet, Indigo Zap, Sunny Flare et Lemon Zest, ainsi que l'homologue humaine de Twilight Sparkle et d'autres élèves du lycée de Cristal. Ils réapparaissent dans l'épisode spécial La danse magique où ils entrent en compétition avec les filles principales dans un concours de clip musical.
- Gloriosa Daisy : la co-dirigeante du camp Everfree avec son frère dans le film Legend of Everfree. Désespérée par la possible fermeture du camp familial à cause du manque de budget, Gloriosa utilise des cristaux contenant de la magie équestrienne pour pouvoir le garder ouvert. Mais elle se fait corrompre par les cristaux et adopte une apparence monstrueuse. Elle fait envahir le camp par des ronces mais elle se fait vaincre par l'homologue de Twilight Sparkle et ses amies qui l'aident à sauver le camp.
- Romain Desbois (Timber Spruce en version originale) : le frère cadet de Gloriosa Daisy et le co-dirigeant du camp Everfree avec cette dernière. Il devient aussi un intérêt de l’amour pour l'homologue de Twilight Sparkle.
- Juniper Montage : l'antagoniste dans deux des spécials sortis en 2017. Dans Le film magique, elle sabote la production du prochain film de Casse-Cou afin de pouvoir gagner le premier rôle. Dans Le miroir magique, elle utilise un miroir contenant de la magie d'Equestria pour se venger des personnages principaux.
- Wallflower Blush : apparaissant dans L'Amitié oubliée, elle est une adolescente introvertie ignorée dans le lycée de Canterlot. Dépitée par la popularité de Sunset Shimmer, Wallflower utilise la pierre de mémoire qu'elle a découverte afin d’effacer les bons souvenirs de Sunset de la mémoire de tous les étudiants du lycée.
- Vignette Valencia : elle est une célébrité des réseaux sociaux supervisant l'ouverture du parc d'attractions « Equestria Land » dans Les montagnes russes de l'amitié. Pour imposer sa vision, elle utilise son téléphone portable enchantée par la magie venant d'Esquestria qui lui permet de faire disparaitre des objets ou personnes et créer des hologrammes.
- PostCrush : un groupe de pop-rock introduit dans Sunset's Backstage Pass comme les antagonistes principaux qui piègent par inadvertance Sunset Shimmer dans une boucle temporelle. Le duo se compose de la chanteuse principale et guitariste Kiwi Lollipop (K-Lo) et de la batteuse et choriste Supernova Zap (Su-Z).

## Doublages

### Voix originales
- Tara Strong : Twilight Sparkle (dialogues)
- Rebecca Shoichet : Twilight Sparkle (chant) / Sunset Shimmer
- Ashleigh Ball : Applejack / Rainbow Dash / Lyra Heartstrings / Prim Hemline
- Andrea Libman : Pinkie Pie (dialogues) / Fluttershy / Bon Bon
- Shannon Chan-Kent : Pinkie Pie (chant) / Lemon Zest / Silver Spoon / Wallflower Blush / Sonata Dusk (chant dans Sunset's Backstage Pass)
- Tabitha St. Germain : Rarity (dialogues) / Proviseure adjointe Luna / Mme Cake / Granny Smith / Photo Finish / Derpy
- Kazumi Evans : Rarity (chant) / Adagio Dazzle / Octavia Melody
- Cathy Weseluck : Spike
- Vincent Tong : Flash Sentry
- Michelle Creber : Apple Bloom
- Madeline Peters : Scootaloo
- Claire Corlett : Sweetie Belle
- Nicole Oliver : Proviseure Celestia /  Mlle Cheerilee
- Peter New : Big McIntosh
- Lee Tockar : Snips
- Richard Ian Cox : Snails
- Kathleen Barr : Trixie
- Samuel Vincent : Flim
- Scott McNeil : Flam
- Diana Kaarina : Aria Blaze (dialogues)
- Shylo Sharity : Aria Blaze (chant)
- Maryke Hendrikse : Sonata Dusk (dialogues)
- Madeline Merlo : Sonata Dusk (chant dans Rainbow Rocks)
- Ingrid Nilson : Maud Pie
- Britt McKillip : Doyenne Cadence (Dean Cadance en version originale)
- Iris Quinn : Proviseure Cinch (Principal Cinch en version originale)
- Andrew Francis : Shining Armor
- Sharon Alexander : Sour Sweet
- Sienna Bohn : Sugarcoat
- Britt Irvin : Sunny Flare
- Enid-Raye Adams : Gloriosa Daisy (dialogues)
- Kelly Metzger : Gloriosa Daisy (chant)
- Brian Doe : Romain Desbois
- Brian Drummond : Phil de Fer (Filthy Rich en version originale)
- Ali Liebert : Juniper Montage
- Kelly Sheridan : Starlight Glimmer / Indigo Zap
- Ryan Beil : Zephyr Breeze
- Chantal Strand : Diamond Tiara
- Tegan Moss : Vignette Valencia
- Lili Beaudoin : Kiwi Lollipop (dialogues)
- Marie Hui : Kiwi Lollipop (chant)
- Mariee Devereux : Supernova Zap (dialogues)
- Arielle Tuliao : Supernova Zap (chant)

### Voix françaises
- Claire Tefnin : Twilight Sparkle (dialogues)
- Nancy Philippot : Twilight Sparkle (chant) / Maud Pie / Octavia Melody
- Fabienne Loriaux : Applejack (dialogues) / Granny Smith
- Nathalie Stas : Applejack (chant) / Sugarcoat (La danse magique)
- Nathalie Hugo : Pinkie Pie
- Élisabeth Guinand : Fluttershy
- Julie Basecqz : Rarity (dialogues)
- Nathalie Delattre : Rarity (chant)
- Mélanie Dambermont : Rainbow Dash
- Alexandra Corréa : Spike (dialogues) / Derpy
- Laëtitia Liénart : Sunset Shimmer (dialogues et chant Rainbow Rocks)
- Marie-Ange Teuwen : Sunset Shimmer (chant excepté Rainbow Rocks)
- Ilyas Mettioui : Flash Sentry
- Émilie Guillaume : Apple Bloom
- Béatrice Wegnez : Scootaloo
- Cathy Boquet : Sweetie Belle
- Delphine Moriau : Proviseure Celestia / Mme Cake
- Didier Colfs : Big McIntosh / Snips
- Grégory Praet : Snails
- Elsa Poisot : Mlle Cheerilee / Indigo Zap / Bon Bon (Friendship Games)
- Fanny Roy : Proviseure adjointe Luna
- Audrey D'Hulstère : Trixie (dialogues) / Bon Bon (Amies Mortelles) / Doyenne Cadance
- Ambre Grouwels : Trixie (chant)
- Philippe Allard : Flim / Shining Armor
- Alain Eloy : Flam
- Micheline Tziamalis : Adagio Dazzle (dialogues)
- Stéphanie Vondenhoff : Adagio Dazzle (chant) / Sour Sweet (La danse magique) / Chestnut Magnifico
- Marie-Line Landerwyn : Aria Blaze
- Frédérique Schürmann : Sonata Dusk / Sunny Flare
- Marielle Ostrowski : Sour Sweet (Friendship Games)
- Célia Torrens : Sugarcoat (Friendship Games)
- Aurélie Castin : Gloriosa Daisy
- Maxime Donnay : Romain Desbois
- Philippe Résimont : Bulk Biceps / Phil de Fer
- Michel Hinderyckx : Canter Zoom
- Séverine Cayron : Starlight Glimmer
- Moise Fusen : Zephyr Breeze
- Jean-Paul Landresse : M. Grincheux
- Léonor Bailleul : Wallflower Blush

## Médias

### Films
Les deux premiers films bénéficient d'une sortie limitée au cinéma,.
| Numéros | Titres                                               | Réalisateur(s)                 | Scénariste(s)                   | Sortie aux États-Unis |
| ------- | ---------------------------------------------------- | ------------------------------ | ------------------------------- | --------------------- |
| 1       | My Little Pony: Equestria Girls                      | Jayson Thiessen                | Meghan McCarthy                 | 16 juin 2013          |
| 2       | My Little Pony: Equestria Girls – Rainbow Rocks      | Jayson Thiessen et Ishi Rudell | Meghan McCarthy                 | 27 septembre 2014     |
| 3       | My Little Pony: Equestria Girls – Friendship Games   | Ishi Rudell                    | Josh Haber                      | 26 septembre 2015     |
| 4       | My Little Pony: Equestria Girls – Legend of Everfree | Ishi Rudell                    | Joanna Lewis et Kristine Songco | 2 octobre 2016        |

La sortie des deuxième et troisième films est accompagnée de séries de courts-métrages diffusées sur Internet,.
| Titres                                       | Sortie aux États-Unis |
| -------------------------------------------- | --------------------- |
| Courts-métrages préludes de Rainbow Rocks    | 27 mars 2014          |
| Courts-métrages encore de Rainbow Rocks      | 2 avril 2015          |
| Courts-métrages préludes de Friendship Games | 29 août 2015          |

### Specialsde télévision
Trois specials de télévision, d'une vingtaine de minutes, sont diffusés aux États-Unis du 24 juin au 8 juillet 2017 sur Discovery Family. Ils sont ensuite diffusés sur Netflix sous le nom Les contes de Canterlot High (Tales of Canterlot High) le 1er octobre 2017.Les trois spécials sont sortis en DVD aux États-Unis le 8 août 2017, sous le nom de Magical Movie Night, puis en France le 23 avril 2019 sous le nom de Soirées magiques. Leur intrigue se déroule après le film Legend of Everfree.
Ils sont diffusés en France le 31 octobre 2017.
| Numéros | Titres                         | Réalisateur(s)                | Scénariste(s)              | 1re diff. aux États-Unis |
| ------- | ------------------------------ | ----------------------------- | -------------------------- | ------------------------ |
| 1       | La danse magique Dance Magic   | Ishi Rudell et Katrina Hadley | G.M Berrow                 | 24 juin 2017             |
| 2       | Le film magique Movie Magic    | Ishi Rudell et Katrina Hadley | Noelle Benvenuti           | 1er juillet 2017         |
| 3       | Le miroir magique Mirror Magic | Ishi Rudell et Katrina Hadley | Rachel Vine et Dave Polsky | 8 juillet 2017           |

### Summertime shorts
En 2017, une série de courts-métrages intitulés les Summertime Shorts ont été diffusés sur Discovery Family puis publiés sur la chaîne YouTube de Hasbro. Les courts-métrages englobent des vidéoclips, ainsi que des courts-métrages non-musicaux intitulés les Canterlot Shorts. Les deux derniers courts-métrages n'ont pas été doublés en français.

### Web-série
De 17 novembre 2017 au 8 mars 2020 Hasbro commence à diffuser une web-série Equestria Girls hebdomadaire, d'abord sur sa chaîne YouTube puis sur la chaîne My Little Pony Official. Elle est simplement appelée Equestria Girls (Equestria Girls: Better Together). Son intrigue se déroule après Legend of Everfree et Les contes de Canterlot High. Elle est composée de courts et de moyens-métrages. La seconde saison débute le 11 janvier 2019.

#### Courts-métrages
La plupart des épisodes de la web-série durent environ trois minutes. Certains proposent une fin à choix multiples et d'autres font office de clips musicaux.
Seuls les treize premiers épisodes de la saison 2 ont été doublés en français.

#### Moyens-métrages
Plusieurs moyens-métrages de 44 minutes faisant office d'épisodes spéciaux de la web-série ont été réalisés. Chacun a d'abord été diffusé sur Discovery Family, puis divisé en plusieurs parties (cinq pour les deux premiers, six pour les trois derniers) destinées à être diffusées de façon hebdomadaire sur Internet. Les trois derniers moyens-métrages ne sont pas disponibles en version française.
| Numéros | Titres                                                       | Réalisateur(s)                | Scénariste(s)    | 1re diff. aux États-Unis |
| ------- | ------------------------------------------------------------ | ----------------------------- | ---------------- | ------------------------ |
| 1       | L'amitié oubliée Forgotten Friendship                        | Ishi Rudell et Katrina Hadley | Nick Confalone   | 17 février 2018          |
| 2       | Les montagnes russes de l'amitié Rollercoaster of Friendship | Ishi Rudell et Katrina Hadley | Nick Confalone   | 31 octobre 2018          |
| 3       | Titre en français inconnu Spring Breakdown                   | Ishi Rudell et Katrina Hadley | Nick Confalone   | 12 avril 2019            |
| 4       | Titre en français inconnu Sunset's Backstage Pass            | Ishi Rudell et Katrina Hadley | Whitney Ralls    | 27 juillet 2019          |
| 5       | Titre en français inconnu Holidays Unwrapped                 | Ishi Rudell et Katrina Hadley | Anna Christopher | 2 novembre 2019          |

## Accueil
L'anthropomorphisation des poupées et de la franchise en général les a faites les objets de critiques par certains. Avant la sortie du premier film, plusieurs mères ont exprimé des inquiétudes au New York Daily News que les personnages humanisés de la franchise avaient l'air « trop sexy » ou « anorexiques » et les ont comparés aux Bratz ainsi qu'à l'originale Barbie. Elles ont donc craint de permettre à leurs enfants d'être influencés par ces apparences. Cependant, d'autres ont jugé la franchise raisonnable en comparaison avec d'autres médias contemporains tels que La Petite Sirène; un parent a dit que ce n'était « pas pire que de voir Ariel en bikini pour deux heures ». Amanda Marcotte du magazine Slate considère que le changement des personnages en formes humaines avait pour but de populariser Equestria Girls auprès du fandom adulte de My Little Pony: Les amies, c'est magique, qui, selon elle, « ont exprimé un fort intérêt à voir les poneys dans des formes sexy et humanisées ». Cependant, plusieurs fans adultes ont exprimé leur déception face à l'annonce de la franchise, considérant qu'Equestria Girls n'était qu'une tentative d'exaucer les souhaits des fans. Ces fans pensaient qu'Equestria Girls amènerait la série mère dans une direction différente de ce que Lauren Faust, la créatrice de My Little Pony: Les amies, c'est magique, aurait voulu. Le mari de cette dernière, Craig McCracken déclare qu'il a cru que Faust « n'était pas la plus grande fan » d'Equestria Girls et opine que l'anthropomorphisation de la franchise était contraire à la direction qu'elle aurait souhaitée pour la série de télévision.
La critique contre la commercialisation a également été pris en compte dans les critiques des films et spécials d'Equestria Girls. Mike McCahill du journal The Guardian a attribué deux étoiles sur cinq au film Friendship Games et l'a qualifié de « commercialisme lâche », mais a ajouté que « ce n'est pas conçu de manière disgracieuse et que son esprit lycéen énergique est préférable à la sentimalité des spin-offs de Fée Clochette de Disney ». Inversement, Adam Lemuz du site Geekscape a attribué quatre étoiles sur cinq au même film, louant l'animation, la musique, la direction et l'écriture du film.